# Мелинген
Мелинген (њем. Mehlingen) општина је у њемачкој савезној држави Рајна-Палатинат. Једно је од 50 општинских средишта округа Кајзерслаутерн. Према процјени из 2010. у општини је живјело 3.913 становника. Посједује регионалну шифру (AGS) 7335026.

## Географски и демографски подаци
Мелинген се налази у савезној држави Рајна-Палатинат у округу Кајзерслаутерн. Општина се налази на надморској висини од 289 метара. Површина општине износи 22,0 km². У самом мјесту је, према процјени из 2010. године, живјело 3.913 становника. Просјечна густина становништва износи 178 становника/km².